# Nyctemera annulata
Espèce
Synonymes
- Leptosoma annulatum Boisduval, 1832
- Nyctemera annulatum (Boisduval, 1832)
- Nyctemera doubledayi Walker, 1854
- Nyctemera tripunctaria Swinhoe, 1916

Statut CITES
Nyctemera annulata est une espèce de lépidoptères (papillons) de la famille des Erebidae et de la sous-famille des Arctiinae. Elle est endémique de Nouvelle-Zélande.